# Nordhafen Walsum
Der Nordhafen Walsum liegt in Walsum am Niederrhein bei Kilometer 793 rechts und ist der nördlichste Hafen auf dem Gebiet der Stadt Duisburg.

## Geschichte
Gebaut wurde der Nordhafen von 1933 bis 1936 als der jüngste Duisburger Hafen und Werkshafen der Zeche Walsum. Er ist heute der Werkshafen des Kraftwerks Duisburg-Walsum. Zum Ende des Zweiten Weltkrieges waren die Anlagen zerstört und wurden bis 1950 wieder aufgebaut.
Bis zu der Stilllegung des Bergwerkes Walsum im Jahre 2008 wurde ein Teil der dort geförderten Kohle sowie Bergematerial über den Hafen und damit über den Rhein verschifft; der Umschlag betrug zwei bis vier Millionen Tonnen pro Jahr. Der restliche Teil der Kohle wurde im benachbarten Kraftwerk Duisburg-Walsum verstromt.
Nach der Schließung des Bergwerks wurden im Verlauf der Errichtung des Kraftwerkblocks 10 die Anlagen auf dem südlichen Vorfeld des Hafenbeckens (Wippkräne, Rohkohlenbunker, Gleisanlagen) demontiert und Einrichtungen zum Antransport und zur Zwischenlagerung von Import-Kohle sowie dem Abtransport der Kraftwerks-Asche errichtet.
Betreiber des Hafens war bis zur Schließung des Bergwerkes die RAG. Seit 2008 wird er von der Steag betrieben.

## Infrastruktur
Das Hafenbecken hat eine Länge von 450 Metern, eine Breite von 70 Metern und an der kanalartigen Verbindung zum Rhein eine Erweiterung als Wendemöglichkeit. Die Kaianlage südlich ist auf eine Länge von 230 m abgespundet und hochwassersicher. Die Nordseite ist auf 440 m geböscht. Es stehen zwei Wippkräne, verschiedene Gleis- und Bandförderanlagen als Ausrüstung des Hafens zur Verfügung, die Hafenbahn erschließt aber nur noch das Kraftwerk, nicht die Pier. Gemeindestraßen führen vom Hafen zu der 2,5 km östlich verlaufenden Bundesautobahn 59.
Die Personenschifffahrt steuert den Nordhafen nicht an. Für die Freizeitschifffahrt gibt es einen für Kleinfahrzeuge geeigneten Anleger an der Wendestelle in der Hafeneinfahrt.

## Sonstiges
Die Königstraße überquert am Wendebecken den Hafen mittels einer Hubbrücke; so kann der Hafen auch bei Hochwasser angefahren werden. Die Brücke wurde 1934–36 gebaut, im März 1945 von zurück weichenden Truppen der Wehrmacht gesprengt und 1950 wiedererrichtet. Sie ist wegen baulicher Mängel seit Oktober 2012 für den Pkw-Verkehr und kann zurzeit lediglich von Fußgängern und Radfahrern benutzt werden.
Walsum verfügt außerdem noch über den Südhafen Walsum.
Direkt südlich des Hafenmundes quert die Autofähre Orsoy–Walsum den Rhein, gegenüber liegt der Hafen Orsoy.
Nördlich des Nordhafens erstreckt sich rechtsrheinisch die Rheinaue Walsum.

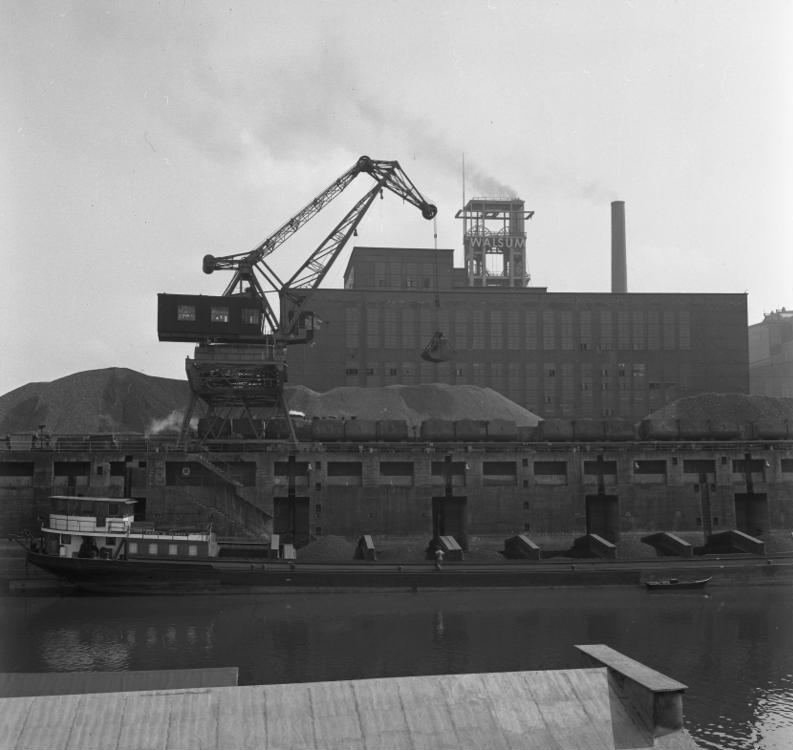
Zeche und Zechenkraftwerk (1962)
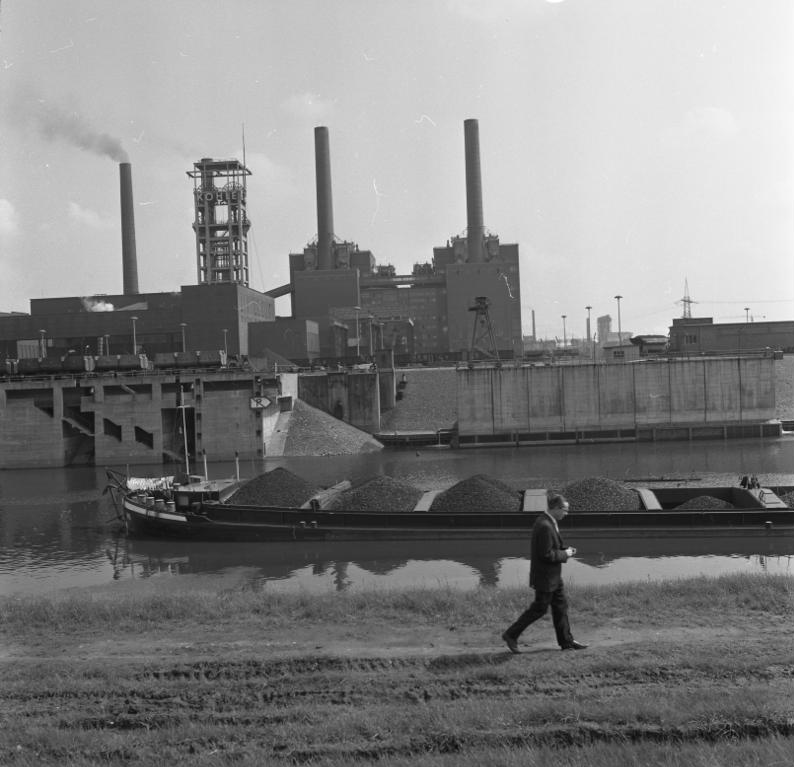
Der Walsumer Hafen 1962 mit Kohleschiff, dahinter die Zeche und das Kraftwerk
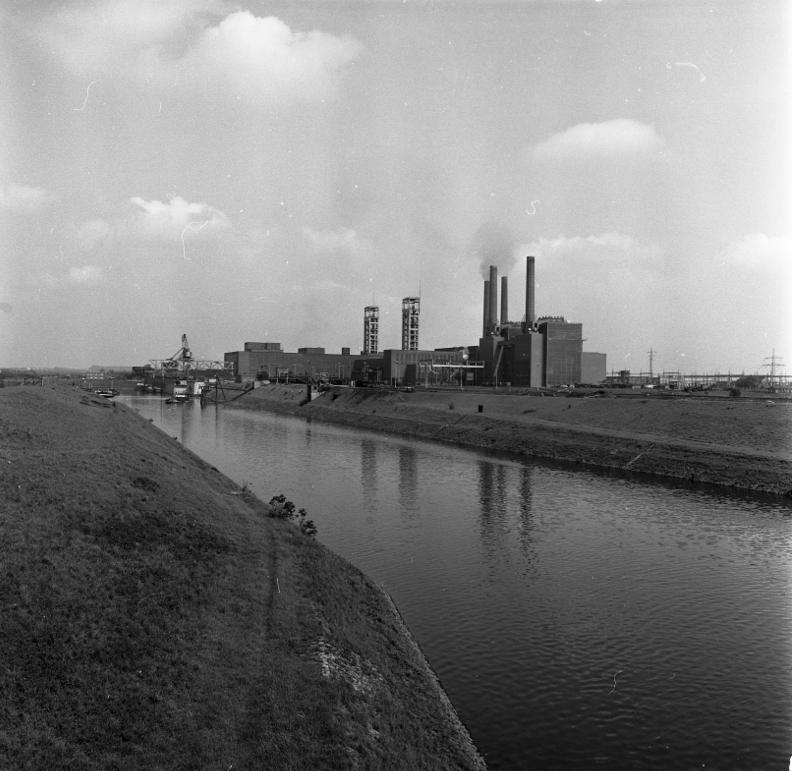
Zechenkraftwerk, Blöcke 6, 7 und 8 (1962)
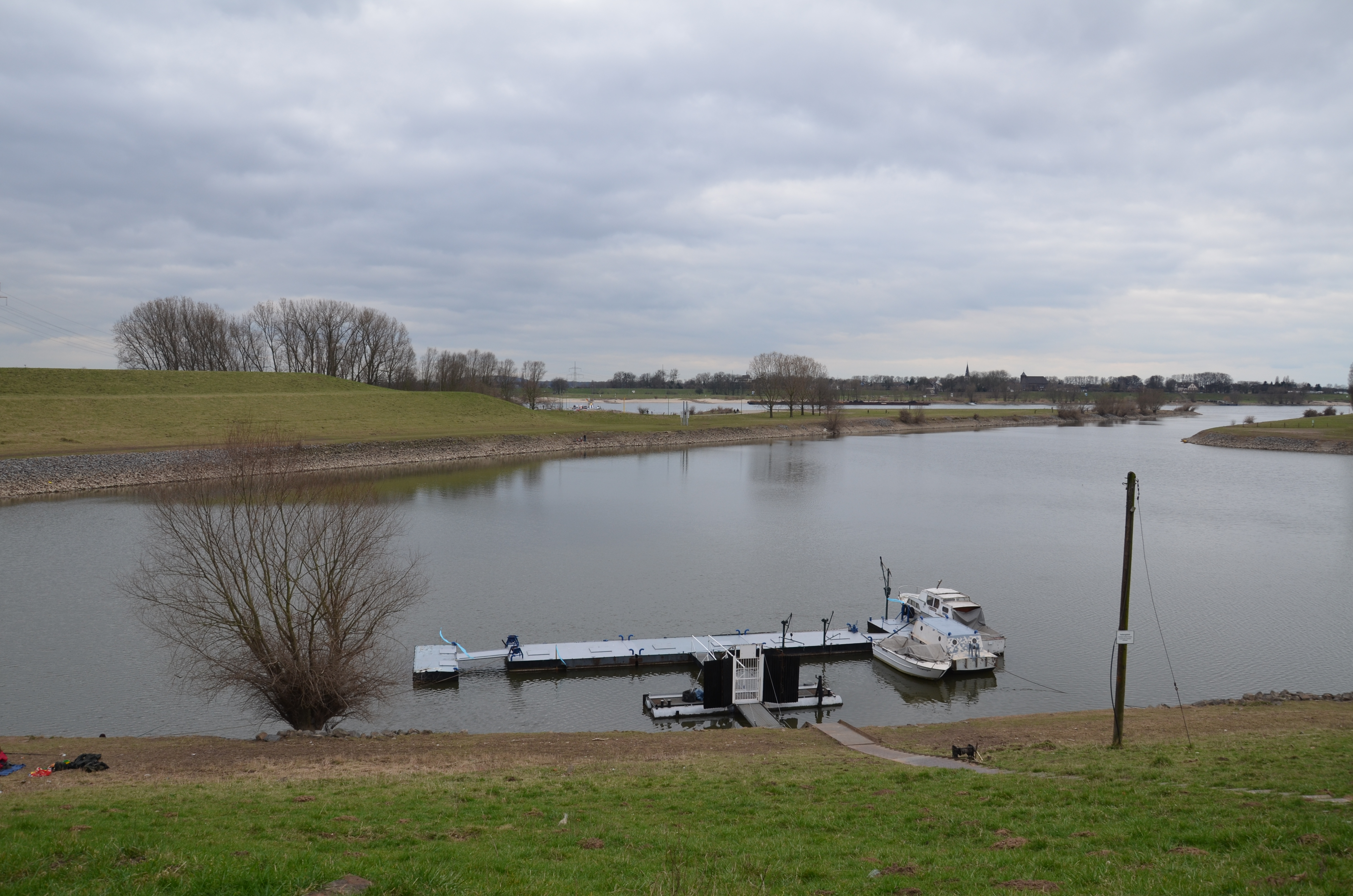
Einfahrt, Wendestelle und Anleger für Kleinfahrzeuge, Blick von Osten (2011)